# 3474 Linsley
3474 Linsley este un asteroid din centura principală, descoperit pe 27 aprilie 1962 de Goethe Link Obs..